# طارق السيد رجب
طارق السيد رجب (1935 – 28 يونيو 2016) هو عالم آثار، ومؤلف كويتي. أسس متحف طارق رجب للآثار الإسلامية في عام 1980.

## السيرة الذاتية
وُلد طارق السيد رجب في الكويت عام 1935، في منزل مجاور للمدرسة المباركية، حيث كان جده، السيد عمر، أول ناظر لها. تلقى تعليمه في الكويت، واهتم منذ صغره بالفنون والآثار. في عام 1953، شارك في معرض فني في ثانوية الشويخ، مما عزز اهتمامه بالفن التشكيلي.
في عام 1958، سافر إلى بريطانيا لدراسة الفنون والآثار، حيث تأثر بالحضارة الإسلامية والفنون الغربية. بعد عودته إلى الكويت، عمل مدرسًا للرسم ثم مديرًا لقسم الآثار والمتاحف في وزارة الإعلام.

## الأعمال والمساهمات
أسس طارق السيد رجب متحفًا خاصًا في منزله عام 1980، ضم مجموعة من التحف الإسلامية والمخطوطات والآثار. في عام 2007، افتتح متحف طارق السيد رجب للخط الإسلامي، الذي يحتوي على مئات القطع والمخطوطات النادرة.

## الجوائز والتكريم
حصل طارق السيد رجب على عدة جوائز وتكريمات تقديرًا لمساهماته في مجال الآثار والفنون، منها:
- جائزة الدولة التقديرية.[3]
- تكريم من المجلس الوطني للثقافة والفنون والآداب في الكويت.[3]

## وصلات خارجية
- الموقع الرسمي لمتحف طارق رجب
- صفحة المتحف على إنستغرام
- مقالات تستعمل روابط فنية بلا صلة مع ويكي بيانات